# Завоювання Асіли (1471)
Завоюва́ння Асі́ли (порт. Conquista de Arzila) — військовий похід Португальського королівства по захопленню портового міста Асіла в Марокканському султанаті. Проходив протягом 18—24 серпня 1471 року. Експедиційними силами, числом у 30 тисяч вояків та 477 кораблів, командував король Афонсу V. 21 серпня португальці почали штурм Асіли, яку здобули після запеклого триденного бою. Місто стало другим португальським форпостом на марокканському узбережжі.

## Підготовка
Після захоплення Сеути в 1415 році португальці продовжили свою експансію в Марокко. Король Афонсу V планував підкорити багатий Танжер, але радники переконали його почати зі взяття портового міста Асіла, що було ключем до самого Танжера.
Час нападу вибрали оптимально — тогочасний Марокканський султанат охопили міжусобиці. Асіла, що нараховувала 7 тисяч мешканців і мала багату скарбницю, була без провідника. Її управитель шейх Мулей брав участь у облозі Феса на вимогу султана.
Для вивчення зони бойових дій португальці вислали до Асіли двох розвідників під виглядом купців — Перу де Алкасоваша й Вінсенте Сімойнша.
Збір португальських військ проходив у трьох місцях: Лісабоні, Порту і Лагуші. Останній був базою морських сил. Згідно з повідомленнями Руя де Піни, набрана армія нараховувала до 30 тисяч вояків, а флот — 477 кораблів. Даміан де Гойш наводить скромніші цифри — 24 тисяч вояків на 338 кораблях. Експедицію очолив сам король Афонсу V, який взяв із собою принца-спадкоємця, 16-річного Жуана.

## Облога

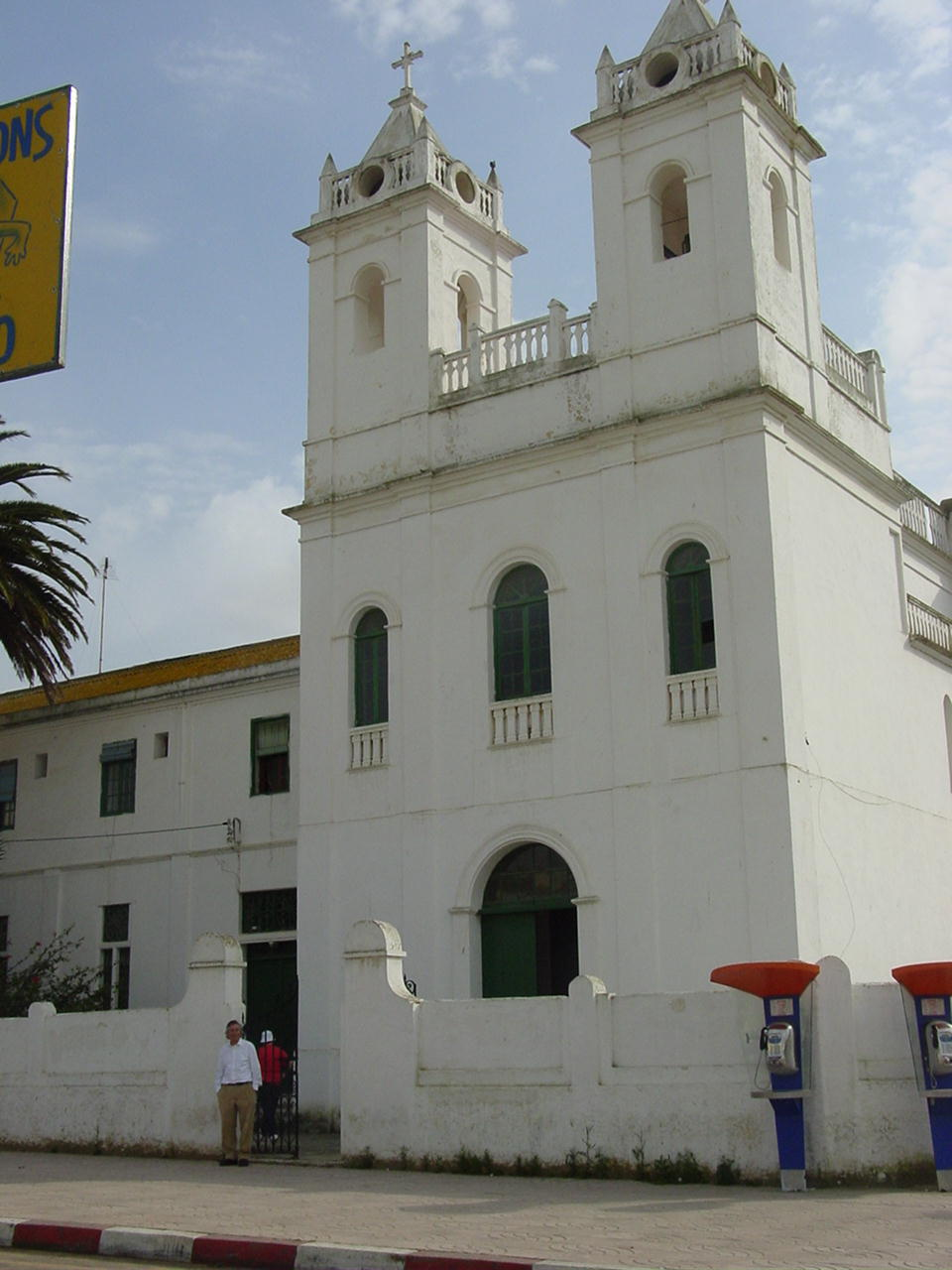
Церква святого Варфоломея, колишня Асільська мечеть.

18 серпня 1471 року португальське військо рушило морем з Лагуша до Марокко. Погода була погана: море сильно штормило, декілька суден загубилися. 20 серпня португальці прибули до марокканського берега. Король провів нараду й вирішив атакувати Асілу зненацька наступного ранку.
21 серпня, незважаючи на зливу та неможливість належним чином розгорнути артилерію, нападники почали обстріли й штурм міських укріплень. Під час спроби висадки десанту у внутрішньому порту міста, португальські кораблі сіли на рифи, поховавши у хвилях дві сотні вояків.
Бої тривали три дні. Гарнізон і містяни чинили запеклий спротив, але коли португальці захопили центр міста, вирішили здатися. Король відмовився приймати капітуляцію і дав безжальний наказ на тотальну зачистку міста й околиць. Найкривавішим місцем боїв стала мечеть: нападники виламали двері й вирізали усіх, хто шукав тут захисту, незважаючи на вік і стать.
24 серпня Асіла пала. Марокканці втратили убитими до 2 тисяч чоловік. 5 тисяч містян потрапили у полон, серед яких були жінки і діти місцевого володаря, шейха Мулея.
Здобич переможців склала 80 тисяч золотих, проте і вони мали серйозні втрати. У жорстокій облозі зазнав поранення принц-спадкоємець Жуан. Загинули сотні португальських лицарів та шляхтичів, серед яких були монастівський граф Алвару де Каштру, маріалвинський граф Жуан де Кутіню та інші.

## Наслідки
Наступного дня португальці перетворили Асільську мечеть на Церкву святого Варфоломея. У ній король посвятив свого сина Жуана в лицарі. Після перемоги Афонсу V залишив новим управителем міста Енріке де Менезіша, валенсійського графа й господаря Сегерської фортеці.
Здобуття Асіли відкрило португальцям дорогу до Танжеру. Мешканці останнього, довідавшись про жахливу долю асільців, негайно евакуювалися з міста і португальці безперешкодного захопили Танжер через чотири дні, 28 серпня 1471 року.